# 加古川日本毛織社宅建築群

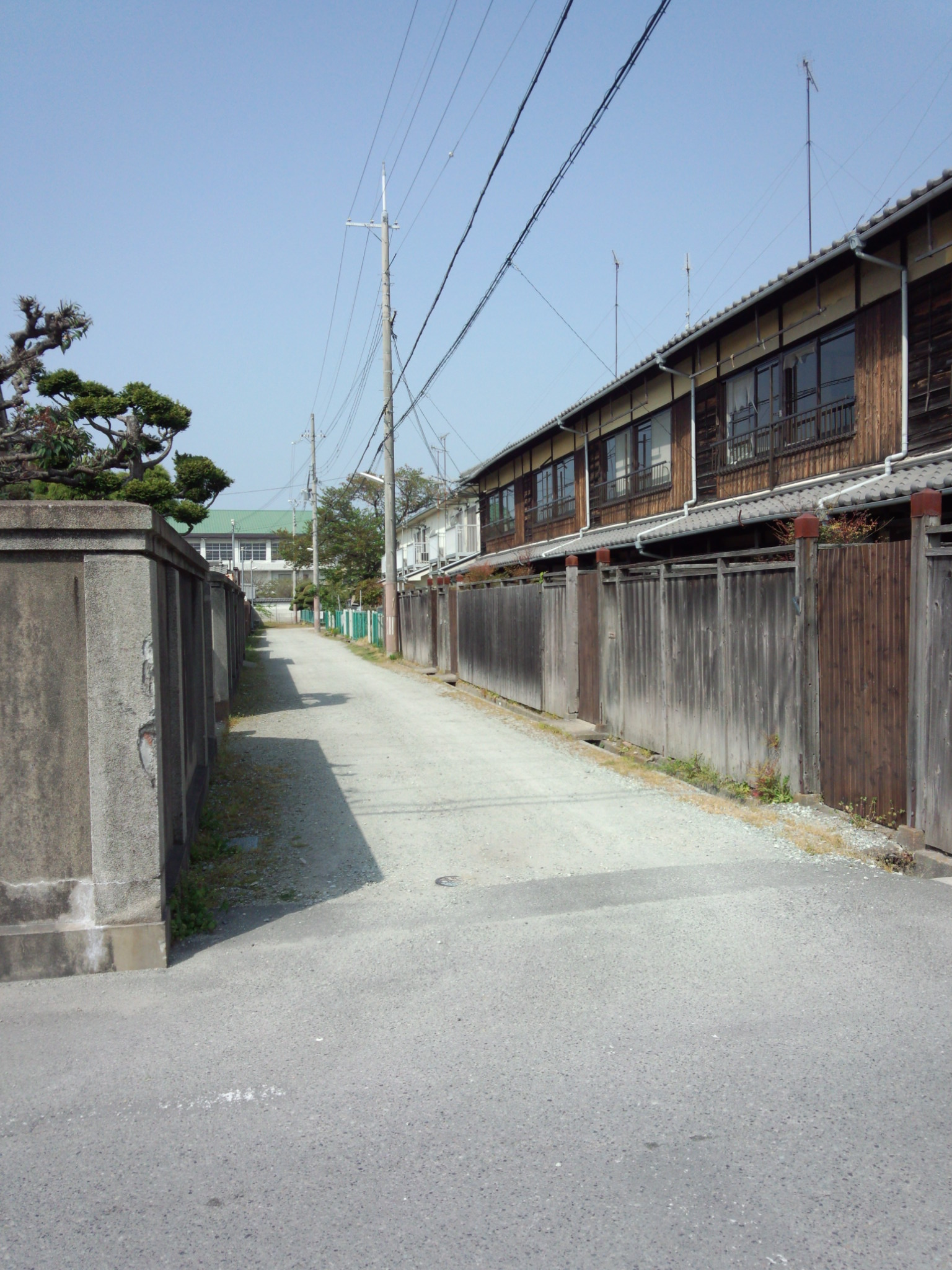
日本毛織社宅

加古川日本毛織社宅建築群（かこがわにほんけおりしゃたくけんちくぐん）は、兵庫県加古川市加古川町本町（西本町3丁目）にある社宅群。明治末期以降に日本毛織（略称ニッケ）が造成し、近代の住宅建築および都市計画の典型例とされる。

## 歴史
1899年（明治32年）、日本毛織加古川工場の操業にあわせて造成が開始された。

## 特色
敷地中央の児童公園を中心として整然と仕切られた区画に明治末期 - 昭和初期に建造された木造洋館、一戸建ておよび平屋または二階建の長屋・町家風の木造家屋が立ち並ぶ。洋風建築のうち、児童公園北側に面する2棟は、西側の棟が服部長七設計により、工場操業前年の1898年（明治31年）に建設され、その後この地に移築された旧日本毛織加古川工場事務所であり、東側の棟は生産技術確立のために訪れた外国人技師、通称「お雇い外国人」の住居として1911年（明治44年）に建築された、いわゆる「異人館」としては加古川市内において現存する唯一の文化財である。「異人館」は現在「ニッケ社宅倶楽部」という集会場として用いられているほか、加古川市がその観光資源を選定した「わがまち加古川60選」の一つ、「05 春日神社・ニッケ社宅倶楽部」の要素となっている。敷地南側には、和洋折衷形態の上級職用一戸建てもあるが、こちらは煉瓦塀に囲まれている。他方、大部分を占める和風建築のうち、一戸建ての形態のものは煉瓦塀もしくはブロック塀で、長屋風のものは板塀で囲まれており、未舗装の砂利道とならんで戦前の工場社宅建築の風情を非常によくとどめている。
区画内は閑静な住宅街であるが、周囲は北東に日本毛織旧加古川工場（現・印南工場加古川事業所）正門、加古川本流河川敷左岸（東岸）土手、春日神社、国道2号およびその加古川渡河橋である加古川橋、本町商店街に囲まれる。以前は旧加古川工場をハブとしたトロッコ用鉄路網が存在したが、住宅群と旧加古川工場正門との間にはその遺構である、国道2号をくぐるトンネルが残されており、鉄路が撤去された今でも「トロッコ道」と通称されている。この小路は住宅群の南西側に隣接する兵庫県立加古川西高等学校に通学する学生の格好の通学路となっている。また、南側は水量豊富な用水路で一般の住宅地と仕切られ、水路沿いには煉瓦塀が続き、敷地内が自治的な雰囲気を醸す一因となっている。交通至便の地であり、JR西日本山陽本線加古川駅からも至近であるため、工場社宅群としては比較的訪れやすい立地にあり、建築愛好家の訪問が多い。なお、敷地から中心街路沿いに南西400メートル先には、兵庫県景観形成重要建造物に指定されている旧加古川町公会堂（1935年竣工、置塩章設計）が立地するなど、敷地周囲は日本毛織の企業城下町としての往時をしのばせる建築が点在する。
区画内の植え込みや各家屋の庭にはクロマツ、ソメイヨシノ、カキツバタ、カンナなどが植えられ、開花期を中心に多くの市民や写真愛好家を集めている。また、その町並み保存度の高さから、2008年公開の映画『火垂るの墓』 、映画『少年H』、2012年撮影の映画『夏の終り』、2011年放送のテレビドラマ「砂の器」、2014年放送の連続テレビ小説「マッサン」など、映像作品のロケ地としても用いられた。
戦前期の社宅様式がそのまま体感できる国内でも稀有の住宅群である一方、今後の保全については危機的な状況である。2007年には景観の重要な要素である砂利道のうち、敷地南北を貫くメインの街路に数個の減速帯が設置された上にアスファルト舗装され、風景が一変した。さらに、上記映画ロケの主要舞台となった敷地南端の用水路沿いの和風建築2棟は、明治期に建築されたと推定される住宅群黎明期の建造物であったが、2011年3月の加古川市、東播磨県民局、加古川観光協会連名での保存要望書も虚しく、老朽化を理由に同年5月に解体された。その他の建築群も空き家となっている物件が増加しており、建築学的特徴や景観の保全に配慮しつつ、一般の町屋ブームを活用するなど、社宅以外の用途を模索することが急務となっている。なお、加古川の対岸に位置する印南工場の社宅建築群はすでに町並みごと取り壊され、2006年には商業施設であるロックタウン加古川（現イオンタウン加古川）およびその駐車場となっている。

## 画像

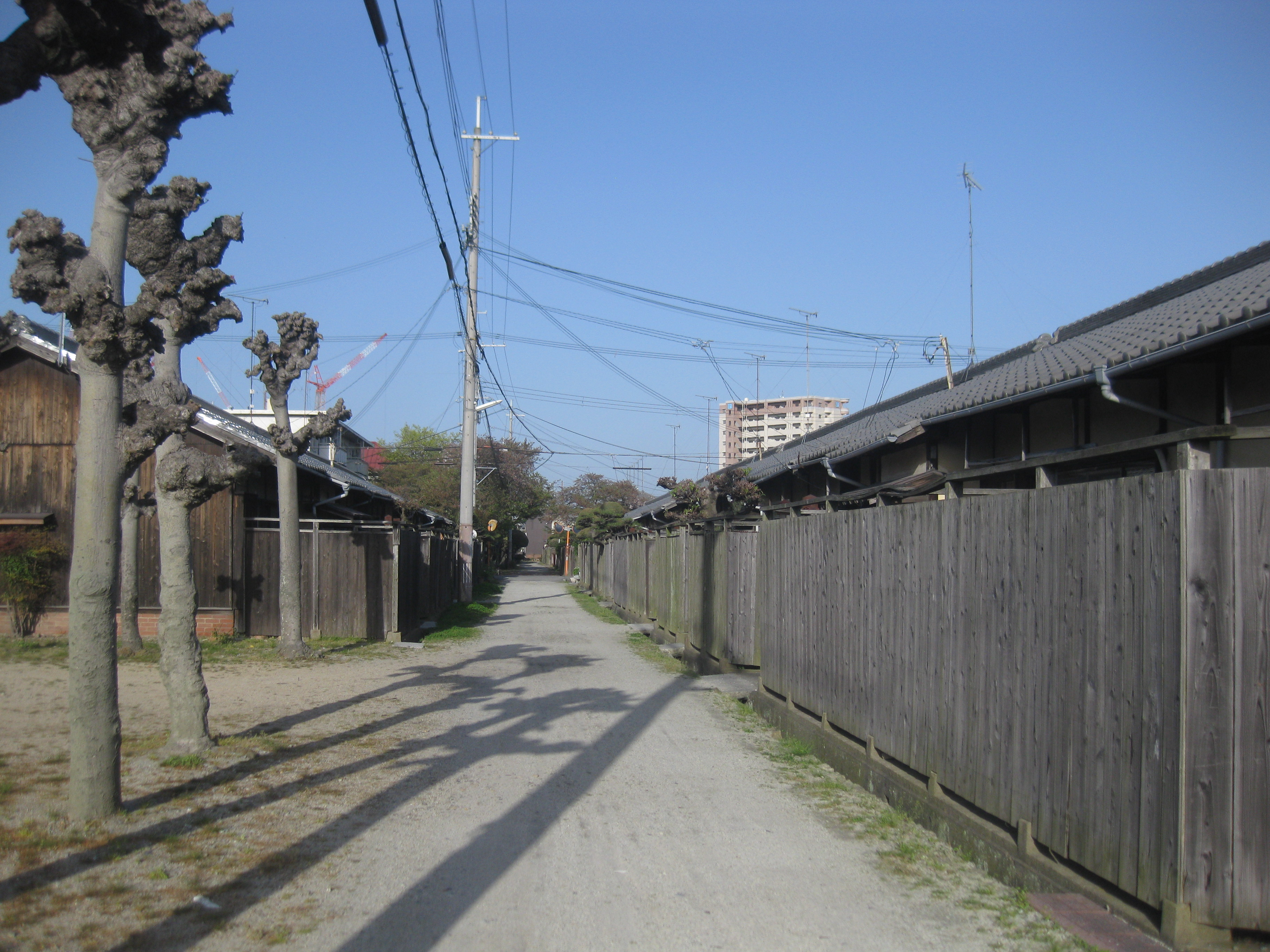
社宅
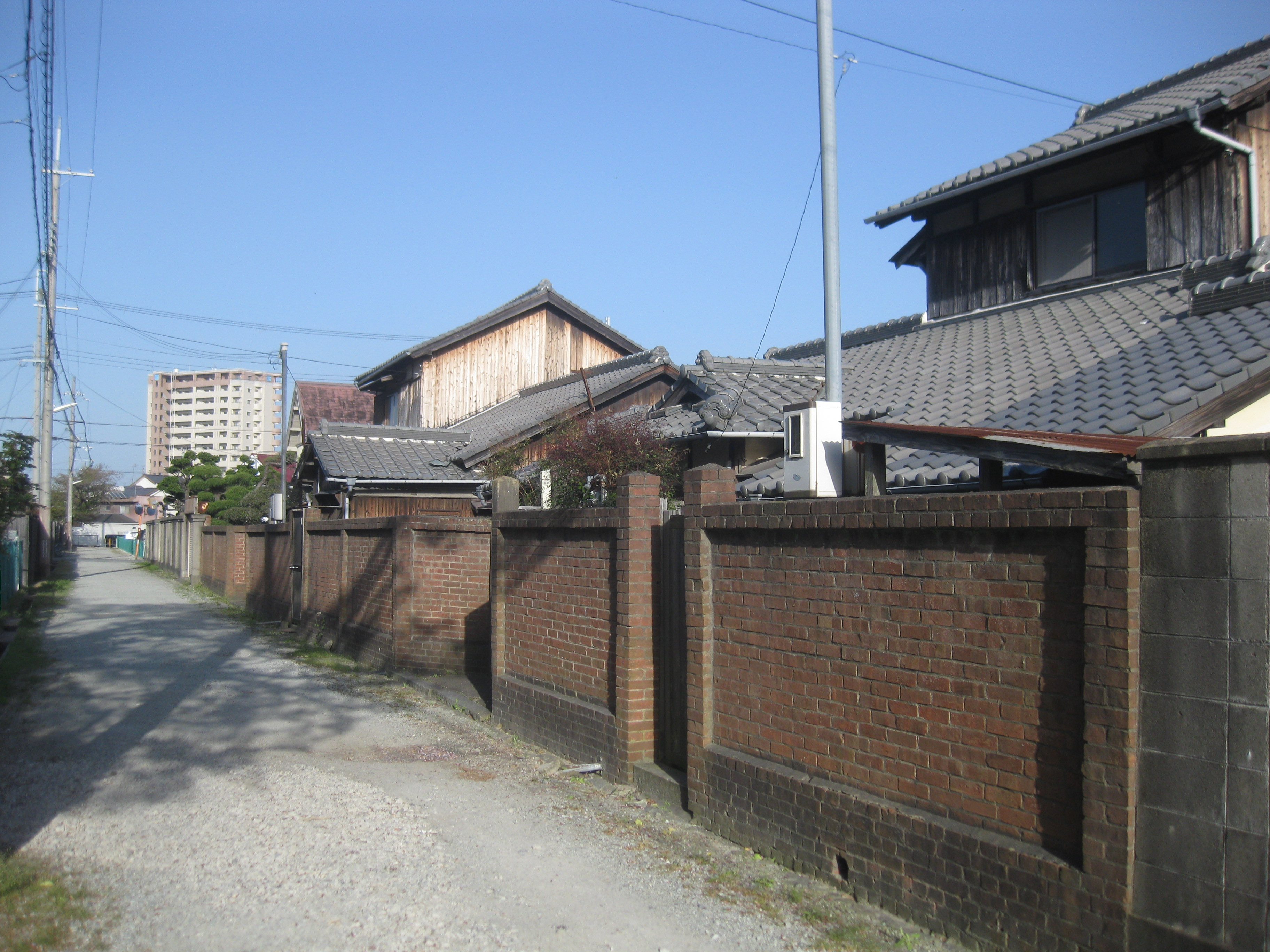
社宅
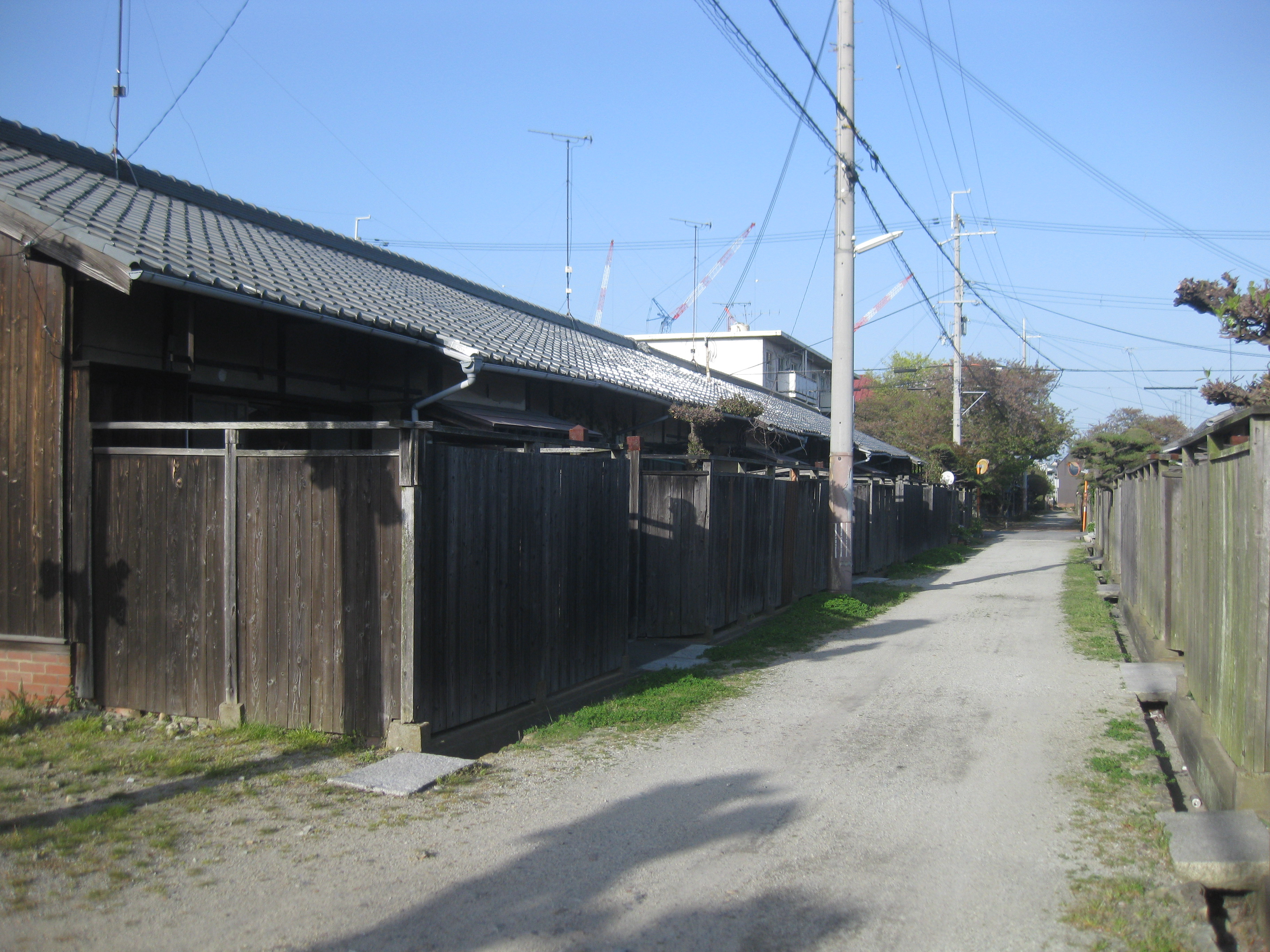
社宅
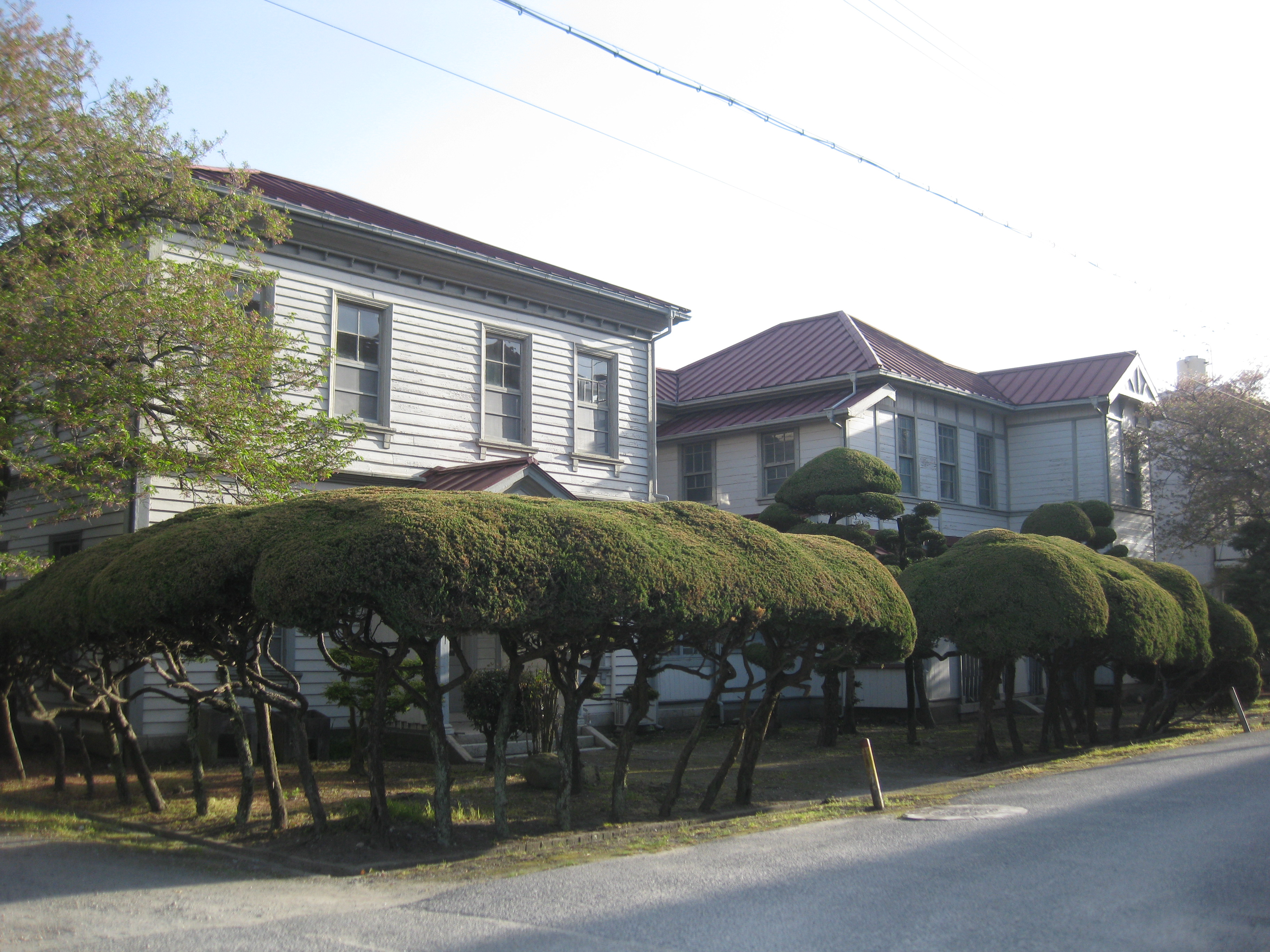
ニッケ社宅倶楽部